# NGC 5791
NGC 5791 (również PGC 53516) – galaktyka eliptyczna (E6), znajdująca się w gwiazdozbiorze Wagi. Odkrył ją William Herschel 19 maja 1787 roku.